# Hrabišín
Hrabišín là một làng thuộc huyện Šumperk, vùng Olomoucký, Cộng hòa Séc.